# Rhacophorus pseudacutirostris
Rhacophorus pseudacutirostris é uma espécie de anfíbio anuro da família Rhacophoridae. Está presente na Indonésia. A UICN classificou-a como pouco preocupante.